# Ozeanisches anoxisches Ereignis

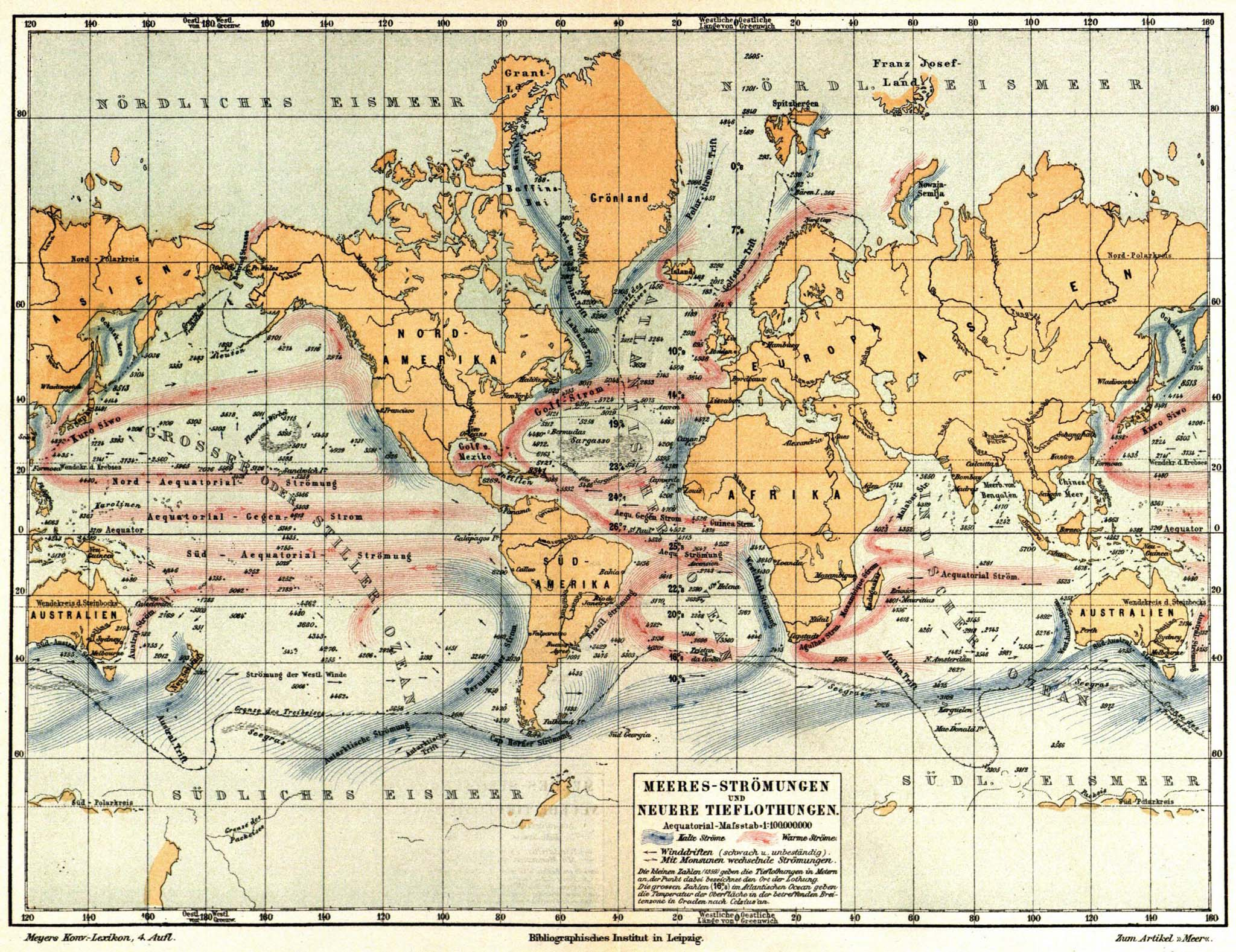
Bereits 1888 waren die wesentlichen Meeresströmungen kartographisch erfasst – das damalige Verständnis erkannte jedoch noch nicht ihre Wechselwirkung mit regionalen und globalen klimatischen Verhältnissen.

Diese Grafik zeigt die weltweite Bewegung der Meeresströmungen („Thermohaline Zirkulation“)

Ein ozeanisches anoxisches Ereignis, abgekürzt OAE, findet immer dann statt, wenn die Weltozeane unterhalb der Oberflächenschicht vollständig an Sauerstoff verarmen. Ein euxinisches (engl. Euxinia) Ereignis beschreibt ein anoxisches Ereignis mit Bildung von Schwefelwasserstoff (H₂S). Selbst wenn ein derartiges Ereignis in den letzten Jahrmillionen nicht stattfand, so finden sich in Sedimenten der weiter zurückliegenden geologischen Vergangenheit eindeutige Hinweise auf mehrere solcher Vorfälle. Möglicherweise bewirkten anoxische Ereignisse auch Massenaussterben. Es wird vermutet, dass ozeanische anoxische Ereignisse sehr wahrscheinlich mit Störungen der großen Meeresströmungen, mit Treibhausgasen und globaler Erwärmung in unmittelbarem Zusammenhang stehen.

## Einführende Beschreibung
Ein sorgfältiges Studium der vor und nach einem OAE abgelagerten Sedimente lässt erkennen, dass ein derartiges Ereignis sehr rasch einsetzen kann, das marine Ökosystem sich danach aber meistens wieder sehr schnell, d. h. im Zeitraum einiger 100.000 Jahre, erholt. Der Umkipppunkt scheint bei einer Kohlenstoffdioxidkonzentration von ~1100 ppmv zu liegen, das ist das Vierfache des vorindustriellen Werts von 270 ppmv aus dem Jahr 1750. Das herrschende Klima bei Einsetzen eines ozeanischen anoxischen Ereignisses war offensichtlich anomal warm mit wasserdampfgesättigten Regenwäldern, schweren täglichen Regengüssen und zerstörerischen Gewitterstürmen. Wichtigstes Resultat dieses Treibhausklimas war jedoch eine enorm angestiegene Erosionsrate, welche die Weltozeane mit festländischen Verwitterungsprodukten überlastete und quasi „überdüngte“. Gleichzeitig kam die Tiefenwasserzirkulation zwischen den Polen und dem Äquator praktisch zum Erliegen. Unmittelbare Folge dessen war eine Verarmung des Tiefenwassers an Sauerstoff und einsetzender „Tiefentod“. Gleichzeitig entstand giftiger Schwefelwasserstoff. Die Oberflächenschicht (photische Zone) war nach wie vor gut durchlüftet und aufgrund des erhöhten Nährstoffeintrags voller Leben, kurz darunter herrschten jedoch bereits lebensfeindliche Bedingungen. Selbst die Tätigkeit zersetzender Organismen im schlammigen Meeresboden, dem Sapropel, kam zum Stillstand. Organismen, die in die anoxische, toxische Zone gerieten, starben und sanken in die abyssalen Becken ab – und erhöhten zusammen mit den ständig herabrieselnden einzelligen Mikroorganismen den Eintrag organischen Kohlenstoffs in die sich bildenden Meeresbodensedimente. Das Ergebnis war ein Weltmeer, das wegen des herrschenden Treibhausklimas in seiner Oberflächenschicht eine förmliche Explosion des Lebens erfuhr, jedoch gleichzeitig etwas tiefer an seinen eigenen Abfallstoffen zu ersticken drohte. Ironischerweise bildeten gerade diese organischen Abfallstoffe kohlenwasserstoffreiche Sedimente. So gilt es heutzutage als ziemlich sicher, dass sich die meisten fossilen Ölvorkommen auf anoxische Ereignisse in der geologischen Geschichte zurückführen lassen.
Diese Charakterisierung eines ozeanischen anoxischen Ereignisses ist das Resultat von Forschungsergebnissen der letzten drei Jahrzehnte. Sämtliche bekannten und vermuteten anoxischen Ereignisse konnten bisher mit den Muttergesteinen der großen Erdöllagerstätten, den weltweit verbreiteten Schwarzschiefern, korreliert werden. Ähnlich konnten die vermuteten relativ hohen Temperaturen mit so genannten „Supertreibhausereignissen“ in Verbindung gebracht werden.
Ozeanische anoxische Ereignisse wurden aller Wahrscheinlichkeit nach von extrem starken vulkanischen Eruptionen ausgelöst, die Unmengen an vulkanischen Gasen in die Atmosphäre eingebracht hatten. Diese Emissionen trugen dazu bei, dass während eines ozeanischen anoxischen Ereignisses die Kohlendioxidkonzentration gegenüber dem vorindustriellen Niveau einen vier- bis sechsmal höheren Wert erreichte. Ferner wird angenommen, dass bei den erhöhten Temperaturen eine enorme Feuergefahr für die tropischen Regenwälder bestand und auch in diesem Fall ein kritischer Kipppunkt erreicht wurde, der zu einem gewaltigen Abbrennen der Wälder führte. Dadurch wurden zusätzlich riesige Mengen an Kohlendioxid in die Atmosphäre freigesetzt. Bei einer Erhöhung der Durchschnittstemperaturen um drei Grad Celsius begannen daraufhin die Eiskappen abzuschmelzen. Die unkontrollierbar gewordene Erwärmung setzte sich fort, und es installierten sich letztendlich Supertreibhausbedingungen mit angestiegenen Durchschnittstemperaturen von über sechs Grad gegenüber dem heutigen Wert. Als Folgeerscheinung erwärmten sich dann auch die Ozeane, selbst für die Polarmeere werden hierbei Temperaturen von über 27 °C angenommen.
Während Kreide und Jura war die Erde im Wesentlichen eisfrei, wurde aber dafür von starken Stürmen heimgesucht. Die Ozeane litten wegen des Ausfalls der thermohalinen Zirkulation in tieferen Abschnitten an periodisch auftretendem Sauerstoffmangel und toxischen Schwefelwasserstoffansammlungen. Der Geruch fauler Eier war wahrscheinlich überall gegenwärtig und wegen des starken Algenwachstums nahmen die Meere allmählich eine dunkelgrüne Färbung an.

## Erdgeschichtliches Auftreten und Dauer
Ozeanische anoxische Ereignisse sind erdgeschichtlich überwiegend an sehr warme Klimaperioden mit sehr hohen Kohlendioxidkonzentrationen gebunden, die globalen Durchschnittstemperaturen an der Erdoberfläche stiegen dabei während des Klimaoptimums der Oberkreide wahrscheinlich auf über 25 °C. Die Werte für die geologische Gegenwart des Holozäns sind vergleichsweise niedrig, sie liegen im Bereich von 14 bis 15 °C. Die hohen Kohlendioxidkonzentrationen stehen möglicherweise mit größeren Erdgas-Emanationen (insbesondere Methan) im Zusammenhang. Riesige Mengen an Methan finden sich meist als Methanhydrat in den Ablagerungen des Kontinentalschelfs, meist in Form von Clathraten, eisähnlichen, ausgefällten Feststoffgemischen aus Methan und Wasser. Methanhydrate sind nur unter tiefen Temperaturen und hohen Drücken stabil. Durch die große freiwerdende Energie bei tektonischen Beben werden die Hydrate instabil und es kann dann (wie bereits beobachtet) durchaus zu einer Freisetzung von Methan kommen. Wissenschaftliche Untersuchungen kommen zu dem Ergebnis, dass große Erdgasemanationen durchaus eine klimabeeinflussende Funktion ausüben können, da Methan ein Treibhausgas ist und überdies beim Verbrennen Kohlendioxid freisetzt.
Anoxische Ereignisse können aber auch während einer Eiszeit stattfinden, wie zum Beispiel während des Hirnantiums im Oberen Ordovizium.
Die Mehrzahl der ozeanischen anoxischen Ereignisse fand jedoch hauptsächlich während der Kreide und des Juras statt – beides sehr warme Abschnitte in der Erdgeschichte. Aber auch schon früher kam es wahrscheinlich bereits zu ozeanischen anoxischen Ereignissen, möglicherweise in der Obertrias, im Perm, im Karbon (Crenistria-Horizont), im Devon mit dem Kellwasser-Ereignis, im bereits erwähnten Ordovizium und im Kambrium. An der Perm-Trias-Grenze gab es ein globales anoxisches Ereignis in den Ozeanen, vermutlich als Folge der Eruption des Sibirischen Trapps und eines dadurch eingesetzten Klimawandels. Dieses anoxische Ereignis hat, neben anderen Faktoren, zum größten Massenaussterben der Erdgeschichte geführt, dem bis zu 94 % der marinen Spezies zum Opfer gefallen sind.
Auch das Paläozän/Eozän-Temperaturmaximum (PETM) – ein globaler Temperaturanstieg mit einhergehender Ablagerung von kohlenstoffreichen Tonschiefern in einigen Schelfmeeren – zeigt starke Ähnlichkeiten mit ozeanischen anoxischen Ereignissen.
Ozeanische anoxische Ereignisse dauern in der Regel etwa 500 000 Jahre, bis sich das Weltmeer wieder regeneriert.

## Bedeutsame ozeanische anoxische Ereignisse

### Entdeckung
Der Begriff ozeanisches anoxisches Ereignis (engl. Oceanic anoxic event, OAE) wurde 1976 zum ersten Mal von Seymour Schlanger (1927–1990) und dem Geologen Hugh Jenkyns geprägt. Er beruht auf Entdeckungen des Deep Sea Drilling Project (DSDP) im Pazifik. Bei Bohrungen in den untermeerischen Plateaubasalten des Shatsky Rise und des Manihiki Plateaus wurden in den aufliegenden kretazischen Hüllsedimenten schwarze, kohlenstoffreiche Tonschiefer durchfahren. Ähnliche Schwarzschiefer vergleichbaren Alters waren zuvor schon im Atlantik angetroffen worden, außerdem gab es weitere Beispiele in Aufschlüssen auf dem europäischen Festland, so z. B. im ansonst stark kalkbetonten Apennin in Italien. Allmählich setzte sich dann die Erkenntnis durch, dass diese Intervalle sehr ähnlicher Schichten sehr ungewöhnliche und „punktuelle“ (d. h. zeitlich eng begrenzte) Ablagerungsbedingungen in den Weltmeeren widerspiegelten.

### Sedimentologische Charakteristika
Sedimentologische Untersuchungen dieser sehr kohlenstoffreichen Ablagerungen lassen eine vom Benthos ungestörte Feinschichtung erkennen, die auf anoxische Bedingungen im Zusammenhang mit einer toxischen Schwefelwasserstoffschicht am Meeresboden schließen lässt. Ferner haben geochemische Studien erst kürzlich Moleküle (so genannte Biomarker) nachgewiesen, die auf Schwefelpurpurbakterien und Grüne Schwefelbakterien zurückzuführen sind. Beide Organismengruppen benötigen Licht und frei verfügbaren Schwefelwasserstoff zum Überleben. Dies ist ein Indiz dafür, dass sich anoxische Verhältnisse bis weit in höhere Wasserlagen hinauf ausgebreitet hatten.
Derart sulfidische (oder euxinische) Verhältnisse finden sich auch heute noch in vielen Gewässern, das Spektrum reicht hierbei von Tümpeln bis zu Binnenmeeren wie z. B. das Schwarze Meer. Im kreidezeitlichen Atlantik traten sie besonders gehäuft auf, waren aber auch in anderen Ozeanen gegenwärtig.

### Zeitliche Verteilung
Folgende Tabelle verleiht einen Überblick über bisher bekannte mesozoische ozeanische anoxische Ereignisse:
| Ereignis | Bezeichnung  | Geologische Stufe       | Absolutalter (Ma BP) | Dauer (Millionen Jahre) |
| -------- | ------------ | ----------------------- | -------------------- | ----------------------- |
| OAE-3    |              | Coniacium bis Santonium | 87,3 bis 84,6        | 2,7                     |
| OAE-2    | Bonarelli    | Oberes Cenomanium       | 93,8 bis 93,5        | 0,3                     |
| OAE-1d   | Breistroffer | Oberes Albium           | 100,6 bis 100,2      | 0,4                     |
| OAE-1c   | Tollebuc     | Oberes Albium           | 103,7 bis 103,4      | 0,3                     |
| OAE-1b   | Urbino       | Unteres Albium          | 110,9 bis 110,6      | 0,3                     |
| OAE-1a   | Selli        | Unteres Aptium          | 124,2 bis 123,4      | 0,8                     |

Detaillierte stratigraphische Untersuchungen kreidezeitlicher Schwarzschiefer in unterschiedlichen Regionen unterstreichen die besondere Bedeutung zweier ozeanischer anoxischer Ereignisse für die Meereschemie:
- das Selli-Ereignis (OAE-1a), benannt nach dem italienischen Geologen Raimondo Selli (1916–1983) im Unteren Aptium (~ 124 Ma BP)
- das Bonarelli-Ereignis (OAE-2), benannt nach dem italienischen Geologen Guido Bonarelli (1871–1951) an der Wende Cenomanium/Turonium (~ 93 Ma BP)

Weitere ozeanische anoxische Ereignisse wurden auch noch für andere Kreidestufen (z. B. Valanginium, Hauterivium) ausgewiesen. Ihre Schwarzschiefersedimente sind aber mehr räumlich begrenzter Natur und hauptsächlich im Atlantikraum und seinen benachbarten Gebieten anzutreffen; einige Forscher sind der Ansicht, dass es sich hierbei eher um regionale Phänomene als um globale Klimakatastrophen handelt.
Sollte je eine Typlokalität für ozeanische anoxische Ereignisse in der Kreidezeit ausgewählt werden, so dürfte die Wahl auf Gubbio im Apennin fallen. Hier stehen laminierte Schwarzschiefer innerhalb von unterschiedlich gefärbten Tonsteinen und rosafarbenen bis weißen Kalken an. Dieses nur einen Meter mächtige Schwarzschieferband liegt an der Grenze Cenomanium/Turonium und wird nach seinem Erstbeschreiber aus dem Jahr 1891 als „Livello Bonarelli“ bezeichnet.
Das einzige bekannte ozeanische anoxische Ereignis aus dem Jura fand im Unteren Toarcium (~ 183 Ma BP) statt. Weder das DSDP noch das ODP (Ocean Drilling Program) fanden bei ihren Bohrkampagnen Schwarzschiefersedimente aus dieser Zeitstufe. In den Ozeanen ist ozeanische Kruste aus dem Toarcium nur noch fragmentarisch erhalten, deswegen stammen die fraglichen Schwarzschiefer daher auch alle von Festlandsaufschlüssen. Sie sind mittlerweile auf sämtlichen Kontinenten und in einigen kommerziellen Erdölbohrungen nachgewiesen worden. Das jurassische Ereignis ist durchaus mit den beiden Hauptereignissen in der Kreide vergleichbar.

### Theorien zur Entstehungsweise
Die Temperaturen während des Juras und der Kreide werden allgemein als verhältnismäßig warm eingeschätzt, folglich war die Konzentration des im Meerwasser gelösten Sauerstoffs niedriger als jetzt, und es konnte daher auch wesentlich leichter zu anoxischen Ereignissen kommen. Es bedarf aber weitaus spezifischerer Bedingungen, um die im geologischen Sinne nur relativ kurz (500 000 Jahre und weniger) andauernden ozeanischen anoxischen Ereignisse erklären zu können. Folgende zwei Hypothesen (und deren Varianten) haben sich hierbei herauskristallisiert:
- die anomale Akkumulation organischer Materie im Sediment ist auf einen besseren Erhaltungsmodus unter eingeschränkten und schlecht durchlüfteten Bedingungen zurückzuführen, welche ihrerseits wiederum von der jeweiligen Beschaffenheit des ozeanischen Ablagerungsraumes abhängig waren.

Diese Hypothese eignet sich gut für den jungen und relativ schmalen kreidezeitlichen Atlantik (damals gewissermaßen ein überdimensionales Schwarzes Meer mit nur schlechter Anbindung an das übrige Weltmeer), kann aber für die gleichzeitig auftretenden Schwarzschiefer auf den offenen Plateaus des Pazifik und der unterschiedlichen Schelfseen keine Erklärung liefern. Für den Atlantik gibt es zum Beispiel Hinweise, dass ein Wechsel der Meereszirkulation stattfand, als bereits warme, salzhaltige Wassermassen der Tropen hypersalin wurden, absanken und in 500–1000 Meter Tiefe eine 20–25 °C warme Zwischenschicht bildeten.
- ozeanische anoxische Ereignisse spiegeln einen grundlegenden Wandel in der biologischen Produktion des Ozeans wider, der zu einem enormen Anwachsen des unbeschalten Planktons (inklusive Bakterien) auf Kosten der Kalkschaler wie Coccolithen und Foraminiferen führte.

Ein beschleunigter Umsatz an organischer Materie bewirkt eine Erweiterung und Verstärkung der Sauerstoffminimum-Zone, und dadurch indirekt eine Erhöhung des organischen Kohlenstoffeintrags ins Bodensediment. Voraussetzung dafür ist jedoch eine stärkere Verfügbarkeit gelöster Nährstoffe wie Nitrate, Phosphate und möglicherweise Eisen für das in der photischen Zone lebende Phytoplankton. Dies wiederum konnte nur durch eine größere Festlandszufuhr im Verbund mit gesteigertem Auftrieb ermöglicht werden – beides Indikatoren für einen globalen Klimawandel. Sauerstoffisotopenverhältnisse in Karbonaten und Fossilien sowie Magnesium/Kalzium-Verhältnisse in Fossilien belegen, dass alle bedeutenden ozeanischen anoxischen Ereignisse im Zusammenhang mit Temperaturmaxima stehen. Es ist folglich sehr wahrscheinlich, dass die globalen Erosionsraten und der Nährstoffeintrag in die Ozeane während dieser Ereignisse erhöht waren. Ferner bewirkt eine verringerte Sauerstofflöslichkeit die Freisetzung von Phosphaten, was seinerseits die Bioproduktion in den Ozeanen stimuliert und wiederum eine gesteigerte Sauerstoffnachfrage nach sich zieht – eine positive Rückkopplung, die das Ereignis am Leben hält.
- ein alternativer Erklärungsversuch für ozeanische anoxische Ereignisse geht von folgendem Szenario aus: überdurchschnittlich starker Vulkanismus entlässt riesige Mengen an Kohlendioxid in die Erdatmosphäre; wegen des Treibhauseffekts steigen die globalen Durchschnittstemperaturen; Erosionsraten und fluviatiler Nährstoffeintrag nehmen an Bedeutung zu; die Bioproduktion im Weltmeer erhöht sich; die Sedimentation organischen Kohlenstoffs kommt in Fahrt – das OAE beginnt; Kohlendioxid wird aus der Atmosphäre sequestriert (Umkehrung des Treibhauseffekts); die globalen Durchschnittstemperaturen fallen wieder und das System Ozean-Atmosphäre kehrt zu seinem Gleichgewichtszustand zurück – das OAE endet.

Diese Hypothese betrachtet ein ozeanisches anoxisches Ereignis als die Reaktion unseres Planeten auf eine übersteigerte Injektion von Kohlendioxid in die Atmosphäre und in die Hydrosphäre. Eine Überprüfungsmöglichkeit liegt im Alter der riesigen magmatischen Provinzen (den Large Igneous Provinces oder LIPs), bei deren Bildung zweifelsohne enorme Mengen an vulkanischen Gasen wie z. B. Kohlendioxid freigesetzt wurden. Drei LIP-Alter (Karoo-Ferrar Flutbasalt, Karibische LIP und Ontong Java Plateau) stimmen erstaunlich gut mit den ozeanischen anoxischen Ereignissen im Toarcium, im Unteren Aptium und an der Cenomanium/Turonium-Grenze überein, so dass ein Zusammenhang als möglich erscheint.

## Anoxische Ereignisse im Paläozoikum
Die Grenze zwischen Ordovizium und Silur weist mehrere anoxische Ereignisse auf, die sich mit oxischen Bedingungen abwechseln. Auch im Silur fanden anoxische Ereignisse statt. Im Unterschied jedoch zu den mesozoischen Ereignissen entstanden sie, obwohl die Kohlendioxidkonzentrationen hohe Werte aufwiesen, unter niedrigen globalen Durchschnittstemperaturen inmitten einer Eiszeit.
Im Jahr 1990 schlug Jeppsson ein Szenario vor, bei dem die Temperaturen der polaren Wassermassen den Ort des Absinkens bestimmen.
Sind die Temperaturen der Wassermassen in den hohen Breiten unter 5 °C, so bewirkt ihre hohe Dichte ein Absinken. Wegen ihrer tiefen Temperatur kann Sauerstoff gut gelöst werden und es entstehen ausgesprochen sauerstoffreiche Tiefenwässer. Liegen die ursprünglichen Temperaturen über 5 °C, so reicht ihre Dichte nicht aus, um unter die Tiefenwässer abzutauchen. In diesem Fall kann eine thermohaline Zirkulation nur noch dort in Gang kommen, wo die Dichte der Wassermassen durch höhere Salzkonzentration erhöht wird – dies ist in warmen Meeren mit erhöhter Verdunstungsrate der Fall. Im Vergleich zum polaren Kaltwasser ist abtauchendes warmes Wasser mengenmäßig unbedeutender und kann außerdem nur relativ wenig Sauerstoff in Lösung halten; die Zirkulation dieses sauerstoffarmen Tiefenwassers geht nur zäh vonstatten. Dennoch werden sich die Auswirkungen der warmen Wassermassen über den gesamten Ozean spürbar ausbreiten. Wegen ihrer geringeren Aufnahmekapazität für Kohlendioxid müssen daher in relativ kurzer Zeit größere Mengen dieses Gases an die Atmosphäre abgegeben werden – dieser Vorgang  dürfte in etwa mehrere Zehner bis Tausende von Jahren in Anspruch nehmen. Warme Wassermassen haben wahrscheinlich auch Clathrate freigesetzt, somit zusätzlich die Temperaturen in der Atmosphäre ansteigen lassen und gleichzeitig die anoxischen Bedingungen in den Meeresbecken verstärkt.
Die Kaltwasserperioden werden von Jeppsson als P-Episoden (für primo) bezeichnet, sie werden durch Bioturbation im Tiefseebodensediment, feuchte Tropen und höhere Erosionsraten charakterisiert. Sie verfügen über einen die Abkühlung verstärkenden Rückkopplungsmechanismus und enden meist mit Artensterben wie z. B. das Ireviken-Ereignis und das Lau-Ereignis. Das Umgekehrte gilt für die wärmeren, oxischen S-Episoden (für secundo), deren Tiefwassersedimente bezeichnenderweise aus graptolithenhaltigen Schwarzschiefern bestehen.
Ein typischer Secundo-primo-Zyklus mit folgendem anoxischen Ereignis dauert rund drei Millionen Jahre.
Diese verhältnismäßig lange Zeitdauer findet eine Erklärung in den positiven Rückkopplungsmechanismen, die es zu überwinden gilt. Der Kohlenstoffgehalt im System Ozean-Atmosphäre wird von sich verändernden Erosionsraten beeinflusst, die ihrerseits wiederum von der Niederschlagsmenge abhängig sind. Da während des Silur eine umgekehrte Temperaturabhängigkeit besteht, wird Kohlenstoff während warmer, kohlendioxidreicher S-Episoden aus der Atmosphäre zurückgeholt, während der kühlen, kohlendioxidarmen P-Episoden jedoch als Treibhausgas freigesetzt. Dieser sehr allmählich ablaufende Zyklustrend wird jedoch zusätzlich von Milanković-Zyklen überlagert, die letztendlich das Umkippen von P- nach S-Ereignissen auslösen.
Im Devon verlängern sich die Secundo-primo-Zyklen. Wahrscheinlich hat das rasche Anwachsen der Landpflanzen die Kohlenstoffdioxidkonzentrationen abgepuffert.
Das Ereignis im Hirnantium resultierte möglicherweise aus massenhaften Algenblüten. Sie sind auf einen plötzlichen Nährstoffeintrag zurückzuführen, der durch windgetriebenen Auftrieb oder durch das Einströmen nährstoffreicher Gletscherschmelzwässer verursacht wurde. Die Süßwasserzufuhr der Gletscher verlangsamte überdies die ozeanische Zirkulation.

## Auswirkungen auf die Atmosphäre
Im Jahr 2005 unterbreiteten Lee Kump, Alexander Pavlov und Michael Arthur ein Szenario, wonach ozeanische anoxische Ereignisse durch den Auftrieb von toxischem, schwefelwasserstoffbeladenem Tiefenwasser gekennzeichnet sind. Dieser freigesetzte Schwefelwasserstoff gelangt anschließend in die Atmosphäre, wodurch Pflanzen und Tiere vergiftet werden und es zum Massenaussterben kommt. Er steigt sogar in die höhere Atmosphäre und beginnt dort die Ozonschicht anzugreifen, die normalerweise die tödliche UV-Strahlung der Sonne zurückhält. Durch die Verminderung des Ozons verstärkt sich die UV-Strahlung mit zusätzlichen zerstörerischen Folgen für Tier- und Pflanzenwelt. Fossile Sporen aus Schichten, die zur Zeit des Massenaussterbens an der Perm-Trias-Grenze abgelagert wurden, weisen Verformungen auf, die sich durchaus auf erhöhte UV-Strahlung zurückführen lassen. Außerdem wurden Biomarker für grüne Schwefelbakterien gefunden – ein weiterer Hinweis, dass die aggressive UV-Strahlung bei diesem und möglicherweise anderen Massenaussterben durchaus eine Rolle gespielt haben könnte. Der letztendliche Auslöser für das Massenaussterben war jedoch eine Erwärmung des Weltmeeres, herbeigeführt durch einen Anstieg der Kohlendioxidkonzentration auf über 1000 ppmv.

## Folgen
Ozeanische anoxische Ereignisse hatten viele bedeutende Konsequenzen. Es wird vermutet, dass sie für das Massenaussterben mariner Organismen sowohl im Paläozoikum als auch im Mesozoikum verantwortlich sind. Die anoxischen Ereignisse im Unteren Toarcium und an der Cenomanium-Turonium-Grenze korrelieren erstaunlich gut mit den zeitgleich auftretenden Massenaussterben vorwiegend mariner Organismen. Da Sauerstoff in den Ozeanen lediglich in der obersten durchmischten Wasserschicht vorhanden war, konnten sich viele in der Tiefsee lebende Organismen nicht an die veränderte marine Umwelt anpassen. Mögliche Auswirkungen auf die Atmosphäre sind hinsichtlich ihres Umfangs und ihrer Dauer noch weitgehend ungeklärt.
Eine für die Weltwirtschaft bedeutsame Folgeerscheinung der ozeanischen anoxischen Ereignisse war die Entstehung von umfangreichen Erdöl- und Erdgaslagerstätten in vielen mesozoischen Meeresbecken. Während eines ozeanischen anoxischen Ereignisses war die Ansammlung und Speicherung organischer Stoffe stark erhöht, so dass potentielle Erdölmuttergesteine in unterschiedlichen Faziesräumen sedimentiert wurden. Etwa 70 Prozent der Erdölmuttergesteine stammen aus dem Mesozoikum, und weitere 15 Prozent entstanden im Warmklima des Paläogens. In kühleren erdgeschichtlichen Abschnitten fand die Ablagerung überregionaler Erdölmuttergesteine nur selten statt.
Während des mesozoischen Tropenklimas mit seinen eisfreien Polarregionen lag der Meeresspiegel zeitweise um 200 Meter höher als gegenwärtig. Im späteren Jura war der seit dem Karbon existierende Superkontinent Pangaea bereits weitgehend fragmentiert, es gab keine Gebirgsbildungsprozesse und daher relativ tiefliegende Festlandsgebiete, die von ausgedehnten Flachmeeren überflutet wurden. Selbst unter weniger extremen Treibhausbedingungen herrschten immer noch starke Erosionsraten, und es wurden erhebliche Nährstoffmengen in die Meere geschwemmt – in den sauerstoffreichen oberen Wasserschichten kam es daher zu einem explosionsartigen Anwachsen des Mikroplanktons und der gesamten davon abhängigen Nahrungskette.